# Palazzo Molin a San Basegio
Palazzo Molin a San Basegio è un'architettura di Venezia, ubicata nel sestiere di Dorsoduro e affacciata sul Canale della Giudecca.
Occupa l'estremità ovest della fondamenta delle Zattere, di fronte al Molino Stucky.

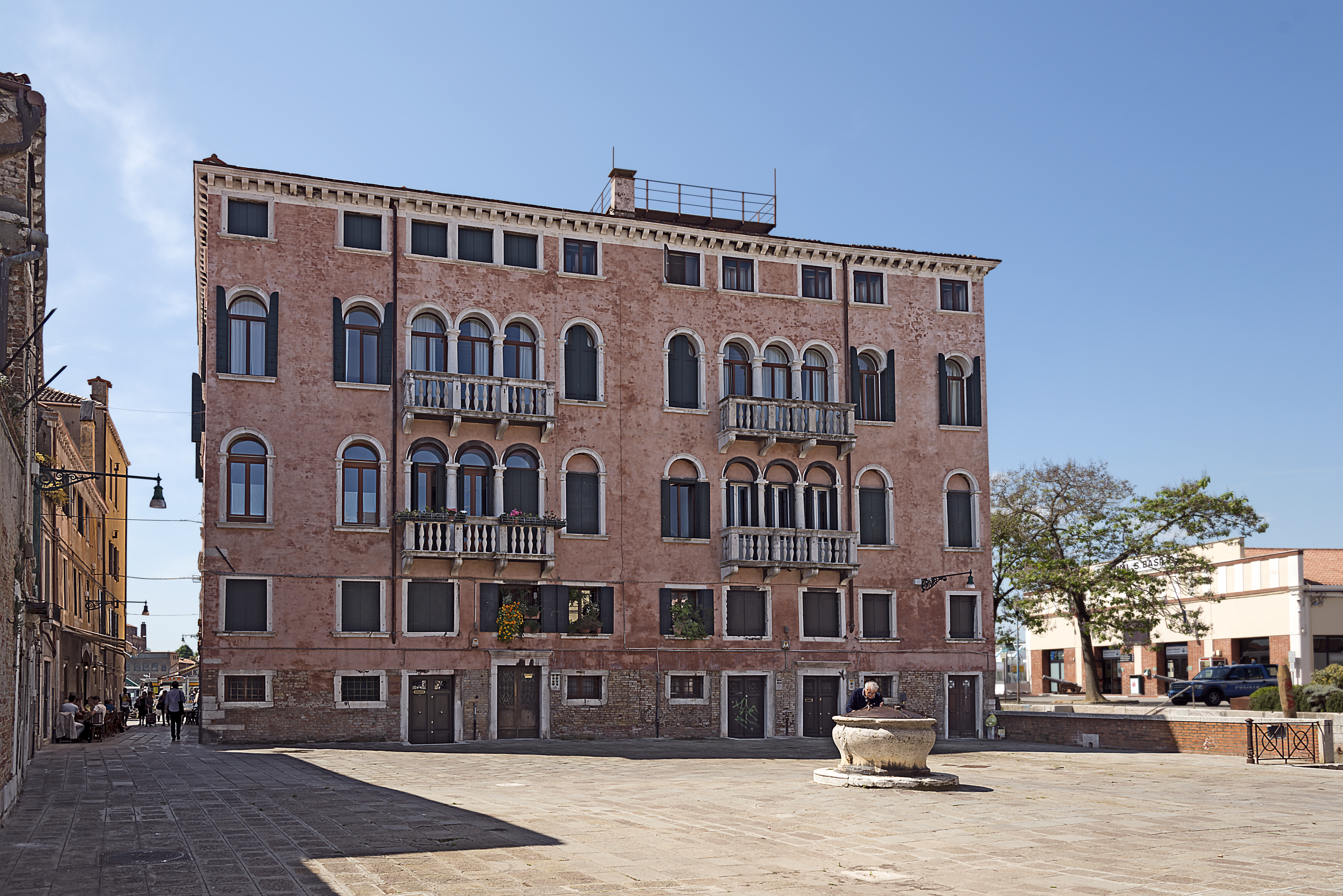
Facciata sul campo San Basegio

## Descrizione
Palazzo Molin, costruito nel XVI secolo, ha la struttura tipica delle case d'affitto medio-borghese della Venezia cinquecentesca, con diversi appartamenti organizzati intorno a un pozzo di luce centrale.
L'edificio si organizza su tre piani più due mezzanini, uno sopra il piano terra e uno nel sottotetto. Le sue superfici appaiono grezze, in laterizio, causa la caduta dei vecchi intonaci di colore rosso.
Il pian terreno è aperto da ben otto ingressi, caratterizzati da semplici portali rettangolari.
Le aperture dei mezzanini sono, su tutti i lati, delle serie di monofore quadrangolari in semplice cornice lapidea.
Le aperture principali si trovano ai piani nobili, percorsi da serie di monofore a tutto sesto, interrotte centralmente sulle due facciate principali, quella sud sul Canale della Giudecca e quella nord su Campo San Basegio, da due trifore per piano, sostenute da colonnine doriche e dotate di poggioli in pietra.